# Svartflyg
Svartflyg är en informell benämning på otillåten kommersiell eller annan tillståndskrävande flygverksamhet. 
Att dra gränsen mellan vad som är tillåtet eller inte enligt Luftfartslagen kan ibland vara att svårt att göra. En utredning om misstänkt svartflyg görs av polisen i samarbete med Transportstyrelsen (vanligen efter haveri eller tips). Utredningen kan ta hänsyn till faktorer som hur väl passagerarna känner piloten, om piloten och passagerarna hade ett gemensamt intresse av att komma till målet för flygningen, hur väl insatta passagerarna är i vad som skiljer privatflyg från kommersiellt flyg, hur kostnaderna har fördelats och vilka extra risker piloten tagit för att kunna genomföra flygningen för att tillgodose passagerarnas intressen (till exempel flugit i väder som piloten och flygplanet inte har varit godkända för).